# Selina Shirley
Lady Selina Shirley, contessa di Huntingdon (Ashby-de-la-Zouch, 24 agosto 1707 – Londra, 17 giugno 1791), è stata una nobildonna e religiosa inglese.

## Biografia
Era la secondogenita di Washington Shirley, II conte di Ferrers, e di sua moglie, Mary Levinge.

## Matrimonio
Sposò, il 3 giugno 1728, Theophilus Hastings, IX conte di Huntingdon, figlio di Theophilus Hastings, VII conte di Huntingdon e della sua seconda moglie, Mary Frances Fowler. Ebbero sette figli:
- Francis Hastings, X conte di Huntingdon (13 marzo 1729-2 ottobre 1789);
- Lady Elizabeth (23 marzo 1731-11 aprile 1808), sposò John Rawdon, I conte di Moira, ebbero sei figli;
- Lord Ferdinando (23 gennaio 1732-1743);
- Lady Selina (1735);
- Lady Selina (3 dicembre 1737-12 maggio 1763);
- Henry (12 dicembre 1739);
- Lord George (29 marzo 1740-1754).

## Rinascita religiosa
Nel 1739, Lady Huntington entrò nella prima società metodista in Fetter Lane, a Londra. Qualche tempo dopo la morte del marito, nel 1746, si unì a John Wesley e George Whitefield. Whitefield divenne il suo cappellano personale, e, con il suo aiuto, fondò la " Countess of Huntingdon's Connexion ", un'ala calvinista all'interno del movimento metodista.
Era una amica di Lady Anne Erskine, figlia maggiore di Henry Erskine, X conte di Buchan. 
Nel 1748, la contessa predicò, in una delle sue case di Londra, ad un pubblico che comprendeva Chesterfield, Walpole e Bolingbroke.
Fino alla sua morte, Lady Huntingdon esercitò un ruolo attivo, e anche autocratico, sulla sovrintendenza delle sue cappelle e cappellani. 
Fino al 1779 Lady Huntingdon e i suoi cappellani erano membri della Chiesa d'Inghilterra, ma quell'anno il giudice concistoriale proibì suoi cappellani di predicare.

## Morte
Morì il 17 giugno 1791, a Londra. Alla sua morte, le 64 cappelle e il collegio sono stati lasciati in eredità a quattro amministratori. Tra loro c'erano il dottor Ford, e Lady Ann che gli venne chiesto di occuparsi e di risiedere nella casa di Lady Huntingdon e di portare avanti tutta la corrispondenza necessaria, incarico che mantenne fino alla sua morte nel 1804. 
Il fiduciario principale era il reverendo Thomas Haweis.